# Dichochrysa zelleri
Dichochrysa zelleri är en insektsart som först beskrevs av Schneider 1851.  Dichochrysa zelleri ingår i släktet Dichochrysa och familjen guldögonsländor. Inga underarter finns listade i Catalogue of Life.